# Episodi di Dr. House - Medical Division (terza stagione)
La terza stagione della serie televisiva Dr. House - Medical Division, composta da ventiquattro episodi, è stata trasmessa negli Stati Uniti dal 5 settembre 2006 al 29 maggio 2007 sul canale Fox.
In Italia la prima parte della terza stagione (episodi 1-9) è andata in onda in prima visione assoluta dal 19 gennaio al 9 marzo 2007 su Italia 1. La seconda parte della stagione (episodi 10-24) è stata trasmessa in prima visione assoluta dal 12 settembre al 14 novembre 2007 prima su Italia 1 (fino all'episodio 15) e in seguito su Canale 5, dove la serie è stata spostata grazie all'elevato numero di ascolti.
| nº | Titolo originale       | Titolo italiano              | Prima TV USA      | Prima TV Italia   |
| -- | ---------------------- | ---------------------------- | ----------------- | ----------------- |
| 1  | Meaning                | Il significato               | 5 settembre 2006  | 19 gennaio 2007   |
| 2  | Cane and Able          | Zoppo ma... in gamba         | 12 settembre 2006 | 26 gennaio 2007   |
| 3  | Informed Consent       | Consenso informato           | 19 settembre 2006 | 2 febbraio 2007   |
| 4  | Lines in the Sand      | Linee sulla sabbia           | 26 settembre 2006 | 9 febbraio 2007   |
| 5  | Fools for Love         | Pazzi d'amore                | 31 ottobre 2006   | 16 febbraio 2007  |
| 6  | Que Será Será          | C'est la vie                 | 7 novembre 2006   | 23 febbraio 2007  |
| 7  | Son of Coma Guy        | Ultimo sacrificio            | 14 novembre 2006  | 27 febbraio 2007  |
| 8  | Whac-A-Mole            | Effetto domino               | 21 novembre 2006  | 2 marzo 2007      |
| 9  | Finding Judas          | Aspettando Giuda             | 28 novembre 2006  | 9 marzo 2007      |
| 10 | Merry Little Christmas | Un piccolo Natale            | 12 dicembre 2006  | 12 settembre 2007 |
| 11 | Words and Deeds        | Parole e fatti               | 9 gennaio 2007    | 19 settembre 2007 |
| 12 | One Day, One Room      | Giorno nuovo... stanza nuova | 30 gennaio 2007   | 26 settembre 2007 |
| 13 | Needle in a Haystack   | L'ago nel pagliaio           | 6 febbraio 2007   | 3 ottobre 2007    |
| 14 | Insensitive            | Insensibile                  | 13 febbraio 2007  | 8 ottobre 2007    |
| 15 | Half-Wit               | Mezzo genio                  | 6 marzo 2007      | 10 ottobre 2007   |
| 16 | Top Secret             | Top Secret                   | 27 marzo 2007     | 17 ottobre 2007   |
| 17 | Fetal Position         | Posizione fetale             | 3 aprile 2007     | 17 ottobre 2007   |
| 18 | Airborne               | In volo                      | 10 aprile 2007    | 24 ottobre 2007   |
| 19 | Act Your Age           | Bambini precoci              | 17 aprile 2007    | 24 ottobre 2007   |
| 20 | House Training         | Una lezione per House        | 24 aprile 2007    | 31 ottobre 2007   |
| 21 | Family                 | Una famiglia                 | 1º maggio 2007    | 31 ottobre 2007   |
| 22 | Resignation            | Dimissioni                   | 8 maggio 2007     | 7 novembre 2007   |
| 23 | The Jerk               | Giovane arrogante            | 15 maggio 2007    | 7 novembre 2007   |
| 24 | Human Error            | Errore umano                 | 29 maggio 2007    | 14 novembre 2007  |

## Il significato
- Titolo originale: Meaning
- Diretto da: Deran Sarafian
- Scritto da: Lawrence Kaplow, David Shore, Russel Friend e Garrett Lerner

### Trama
Con l'induzione del coma farmacologico, la gamba di House guarisce e il medico ritorna in ospedale dopo due mesi di pausa per riprendere il suo lavoro. Ad aspettarlo, la dottoressa Cuddy e il dottor Wilson stanno scegliendo dei casi da sottoporgli.
Nel primo, una ragazza è diventata tetraplegica senza avere alcun tipo di frattura alla spina dorsale. La sua malattia, causata dalla mancanza di vitamina C, fa pressione sul sistema nervoso centrale. Ciò spiega la sua apparentemente immotivata paralisi di tutti gli arti dal collo in giù, la difficoltà respiratoria e la compressione alla cassa toracica. Basterà una cura a base di spremuta d'arancia per risolvere la situazione.
Nel secondo caso, un uomo tetraplegico e considerato in stato minimamente cosciente si è fiondato in una piscina con la sedia a rotelle. All'uomo, otto anni prima, era stato asportato un tumore al cervello. House pensa che la causa della sua tetraplegia non sia legata al tumore e che l'uomo sia cosciente del suo stato e abbia tentato il suicidio; quindi lo sottopone a vari esami. Dopo una corsa a casa di Cuddy nel cuore della notte ed essere entrato in una fontana poiché accaldato, House suppone che il paziente abbia la malattia di Addison, la quale gli ha indotto una cicatrizzazione dell'ipotalamo sull'ipofisi, che ha bloccato il suo sistema nervoso e si può curare con del semplice cortisolo. Il tentato suicidio era solo un tentativo estremo del paziente di ristabilire la sua temperatura corporea. Il medico decide quindi di somministrargli la cura ipotizzata, ma la Cuddy si oppone. Alla fine, la direttrice decide di effettuare comunque la terapia suggerita dal geniale diagnosta, e il malato effettivamente guarisce. L'uomo ricomincia a muoversi e tentare di parlare davanti alla moglie esterrefatta. Wilson decide di non rivelare ad House che la cura era corretta al fine di dargli una lezione di umiltà, perché la sua scelta non era supportata da prove.
House, abbattuto perché convinto di aver sbagliato, sente di nuovo dolore alla gamba.
- Guest star: Kathleen Quinlan (Arlene), Edward Edwards (Richard), Carter Jenkins (Mark), Clare Kramer (Caren), Terry Rhoads (Artie), Eamon Hunt (chirurgo), Remy Thorne (ragazzino), Bobbin Bergstrom (infermiera)
- Diagnosi finale: scorbuto (caso A), malattia di Addison (caso B)
- Ascolti Italia: telespettatori 4.884.000 - share 17,85%[1]

## Zoppo ma... in gamba
- Titolo originale: Cane and Able
- Diretto da: Daniel Sackheim
- Scritto da: Russel Friend, Garrett Lerner, Lawrence Kaplow e David Shore

### Trama
Un bambino soggetto a emorragie e insistenti visioni viene ricoverato al Princeton. Il paziente è convinto di avere un microchip alieno nel collo, ma ovviamente House non gli crede. Durante gli esami, si scopre che il ragazzino ha effettivamente un oggetto impiantato nel collo: una barretta di titanio, residuo di alcune viti impiantate quando si era rotto un braccio.
Nel frattempo Wilson, Cuddy e Cameron discutono sulla vicenda del paziente tetraplegico, che ora parla e cammina, e quest'ultima fa pressione perché Cuddy riveli tutta la verità ad House. Al medico torna a far male la gamba, tanto da costringerlo a zoppicare nuovamente. House scopre che il problema del bambino è legato alla presenza di DNA estraneo all'interno del suo cuore. Il geniale diagnosta decide di lasciar perdere il caso, convinto di non riuscire a risolverlo ma, mentre è nel parcheggio, Cuddy lo raggiunge e gli rivela che aveva ragione sulla cura da sottoporre al paziente precedente. Il medico, in quell'istante, si ricorda della fecondazione in vitro a cui è stata sottoposta la madre del ragazzino, durante la quale i medici avevano impiantato più ovuli. Due di essi si sono fusi tra loro creando questa variazione del DNA. Il bambino avrebbe dovuto avere un fratello gemello che però è stato inglobato dal primo mentre erano ancora in fase embrionale. Con un intervento in cui il bambino viene forzatamente spinto ad avere delle allucinazioni per evidenziare e rimuovere le cellule gemellari dal cervello, il piccolo paziente guarirà completamente.
House si confronta infine con Wilson, avendo capito subito che mentirgli sul caso precedente fosse stata una sua idea e non della Cuddy. Wilson ammette infine che aveva paura che House potesse credersi un dio per aver indovinato una diagnosi senza alcuna prova e che così lui avrebbe perso il suo amico. Con un laconico "Dio non zoppica" prima di andarsene, House fa capire a Wilson che la gamba è tornata a fargli male costantemente e quest'ultimo si sente in colpa per aver involontariamente portato l'amico a soffrire di nuovo. Tornato a casa, House riprende a camminare col bastone.
- Guest star: Edward Edwards (Richard), Skyler Gisondo (Clancy), Sheryl Lee (Stephanie), Johnny Sneed (Todd), Stephanie Venditto (Infermiera Brenda), Bobbin Bergstrom (infermiera)
- Diagnosi finale: Chimerismo tetragametico
- Ascolti Italia: telespettatori 5.350.000 – share 19,26%[2]

## Consenso informato
- Titolo originale: Informed Consent
- Diretto da: Laura Innes
- Scritto da: David Foster

### Trama
Ezra Powell, un famoso scienziato ricercatore, ha un attacco respiratorio nel suo laboratorio; una volta svenuto, subisce piccole lesioni cutanee da parte delle sue cavie da esperimenti. House è ritornato col bastone, in quanto la gamba ha ripreso a fargli male e la ketamina sembra non fare più effetto, ma questo non cambia il suo giudizio: il suo paziente vuole morire con dignità. La dispnea, però, gli renderà la morte lenta e agonizzante: respiri lunghi e affannosi alla ricerca dell'aria, con forti dolori al petto.
House, per poter continuare le sue indagini, fa un patto col paziente: 24 ore per scoprire che malattia ha. Trascorso tale tempo, non avendo risultati concreti, House finge di ucciderlo e lo manda in coma farmacologico con della morfina, continuando la ricerca.
Nel frattempo, il geniale dottore è assillato da una giovane ragazza di 17 anni infatuata di lui.
Powell viene risvegliato dal coma e pretende che gli sia praticata l'eutanasia. Cameron, dopo aver letto il Massachusetts Journal del 1967 su consiglio di House, tratta il paziente molto più severamente. Ha infatti scoperto che in quell'anno Ezra Powell bombardò di radiazioni alcuni bambini senza consenso informato, causando loro tumori e danni biologici incalcolabili. Lui non è pentito, in quanto gli è servito a compiere progressi, e ritiene che le modalità di preavviso del paziente siano perdite di tempo che ostacolano la ricerca e il lavoro dei medici.
Cameron non ha dubbi e fa una biopsia cutanea, al fine di poter verificare la malattia del ricercatore: il risultato è amiloidosi sottotipo AA, ovvero terminale. La dottoressa, per risparmiare all'uomo inutili sofferenze, gli inietta una dose letale di morfina verso le 2 e mezza di notte, come da lui richiesto.
- Guest star: Joel Grey (Ezra Powell), Leighton Meester (Ali), William Charlton (Mark), Stephanie Venditto (Infermiera Brenda Previn)
- Diagnosi finale: amiloidosi sottotipo AA
- Ascolti Italia: telespettatori 4.629.000 - share 17,00%[3]

## Linee sulla sabbia
- Titolo originale: Lines in the Sand
- Diretto da: Newton Thomas Sigel
- Scritto da: David Holselton

### Trama
Un bambino autistico ha una crisi respiratoria e viene portato al Princeton Plainsboro.
Cuddy ha cambiato la moquette di House sporca di sangue, ma questo al medico non piace, tanto che arriva a occupare l'ufficio di Wilson, l'ufficio della Cuddy e la hall dell'ospedale pur di riavere la sua vecchia moquette.
Intanto, il bambino ha un versamento pleurico e gli vengono diagnosticate delle cellule epatiche nel sistema linfatico.
La ragazza minorenne infatuata di House si fa rivedere e Cuddy è costretta a minacciare sia lei che House.
Quest'ultimo, parlando col bambino, riesce a farsi dire che ha mangiato della sabbia e, guardando alcuni suoi disegni, capisce che ha ingerito degli escrementi di procione infestati da vermi. Questi, una volta in circolo nell'organismo, si sono diffusi dall'intestino ai polmoni (causando il versamento), al fegato per poi arrivare all'occhio e causare quelle strane acrobazie. Basteranno un laser fotocoagulatore e dell'albendazolo per poter curare il bambino il quale, per gratitudine, regala la propria PlayStation Portable al geniale dottore.
Si scopre anche che Ali, la ragazza che non smette di inseguire House, ha a sua volta un problema: alcune spore nel cervello le causano forti scompensi ormonali, e questo spiega il suo smodato desiderio di avere un rapporto sessuale con House.
- Guest star: Heather Kafka (Sarah), Geoffrey Blake (Dominic), Braeden Lemasters (Adam), Leighton Meester (Ali), Stephanie Venditto (Infermiera Brenda Previn)
- Diagnosi finale: Infestazione da Baylisascaris procyonis (paziente), scompenso ormonale indotto da infezione fungina cerebrale (Ali)
- Ascolti Italia: telespettatori 4.923.000 - share 17,95%[4]

## Pazzi d'amore
- Titolo originale: Fools for Love
- Diretto da: David Platt
- Scritto da: Peter Blake

### Trama
Una giovane donna ha una crisi anafilattica durante una rapina in una tavola calda, benché non sia nemmeno stata sfiorata. Il marito, dopo aver percosso i due aggressori, porta la moglie al Princeton Plainsboro.
House, intanto, "tortura" Wilson, avendolo visto parlare e ridere con una nuova infermiera, e scommette con Foreman 200 dollari che il suo amico e l'infermiera si frequentano anche fuori dall'ospedale. Il geniale diagnosta si irrita per il comportamento di un altro suo paziente, che pretende una visita completa per una banale irritazione; si vendica misurandogli la temperatura per via rettale anziché orale e spezzandogli il termometro nel retto.
Mentre la moglie prova a eseguire un test sotto sforzo, con lo scopo di scatenare una crisi anafilattica, l'attacco viene al marito; la donna, invece, viene colpita da un delirio acuto e peggiora, raggiungendo il coma. L'uomo si confida con Foreman e gli racconta che la visione delirante della consorte potrebbe esser quella di suo padre, alcolista, violento e dipendente dai farmaci, che una volta gli ruppe un braccio causando la loro fuga da casa. Dopo aver escluso le malattie veneree, House pensa alla sarcoidosi e cura la moglie di conseguenza.
Successivamente, i medici chiedono il consenso per poter eseguire una biopsia cerebrale alla donna, ma il marito si rifiuta; quando il suo intestino va in necrosi, House accetta la donazione volontaria, anche se stanno peggiorando in due maniere differenti. Foreman racconta ad House la storia del padre del ragazzo e il diagnosta capisce tutto: quello che sembrava razzismo da parte del padre in realtà era soltanto il tentativo di impedire che fratello e sorella (nati da madri diverse) si sposassero. House nota che hanno lo stesso colore degli occhi (grigi) e pensa ad un angioedema ereditario, una malattia genetica rara che però spiega tutti i sintomi; il diagnosta salta il test del DNA e dell'angioedema (avrebbero richiesto troppo tempo) e cura direttamente i due ragazzi: iniziano i miglioramenti da entrambe le parti.
House, dotato di stetoscopio, ausculta l'armadietto dell'infermiera e lo apre, al fine di scoprire di più su questa donna del mistero: il dottore deduce che l'infermiera, in realtà, non è interessata a Wilson perché, anche se ha un volantino su un week-end jazzistico fuori città, nell'armadietto ha dei libri e nessun tipo di musica. Dopo aver pagato per la scommessa persa (la ragazza non usciva con Wilson ma con Foreman), House torna a casa con la sua Repsol Honda; viene fermato dal poliziotto Michael Tritter (il paziente con cui il diagnosta era in disputa in ambulatorio), in quanto viaggia a 60 chilometri orari anziché a 40, come previsto dal codice della strada.
Ad aggravare la situazione, il fatto che non presenta la patente di guida e che con sé abbia del Vicodin; le pupille dilatate bastano a Tritter per arrestarlo per possesso di narcotici di categoria 3 e fargli passare una notte al fresco in commissariato.
- Guest star: David Morse (Michael Tritter), Scott Rinker (Bobby), Jurnee Smollett (Tracy), Ricky Ullman (Jeremy), Kimberly Quinn (Infermiera Wendy)
- Diagnosi finale: angioedema ereditario
- Ascolti Italia: telespettatori 5.067.000 - share 18,48%[5]

## C'est la vie
- Titolo originale: Que Será Será
- Diretto da: Deran Sarafian
- Scritto da: Thomas L. Moran

### Trama
Un uomo sui 300 chili, George Hagel, viene portato al Princeton in stato comatoso dai vigili del fuoco.
House non può raggiungere il team, perché rinchiuso in cella. Dopo aver pagato la cauzione, il medico riesce ad arrivare in ospedale e ad elaborare le prime diagnosi. Il diagnosta chiede una risonanza magnetica, ma l'operazione diventa difficoltosa per via della mole del paziente; la situazione precipita quando George improvvisamente si sveglia e, spaventato, cerca in tutti i modi di scappare dimenandosi e rompendo il carrello della macchina.
Cameron fa un sopralluogo della casa del paziente e scopre diversi parallelismi con quella di House: donne a pagamento, sociopatia e musica raffinata.
La risonanza non dà esiti positivi e il paziente decide di tornarsene a casa, perché è convinto che il suo problema non sia correlato al suo peso e, finché anche i medici non capiranno questo, lui rifiuterà ogni trattamento. Cameron pensa di stordire l'uomo con un farmaco al fine di renderlo più collaborativo; ma lo svenimento avviene quando si è già alzato dalla sedia a rotelle e così demolisce una vetrata temperata dell'ingresso dell'ospedale.
Tritter continua ad accanirsi contro House; con un mandato di perquisizione, entra in casa del medico e sequestra circa 600 pillole di Vicodin, quantità più che sufficiente per incriminarlo per spaccio di droga.
Durante una banale cura a base di zuccheri (pensando che sia diabetico), George stringe con forza il polso di House; una lastra mostrerà delle falangette deformi e una successiva lastra mostrerà anche un carcinoma a piccole cellule.
Il tumore al polmone risulta visibile quando è già troppo tardi; nonostante l'uomo non abbia mai fumato, è destinato a morire entro pochi mesi.
I vari malesseri e problemi erano una sindrome paraneoplastica creata dal tumore (e non dal peso, come ci si aspettava).
Intanto, Tritter prosegue nella sua vendetta personale contro House; mette sotto torchio, spaventandolo, Wilson e gli mostra firme diverse su varie ricette da lui prescritte ad House (in realtà alcune firme sono fatte da House imitando la scrittura dell'amico). L'oncologo dice che ogni tanto cambia firma, perché farle sempre uguali lo annoia.
- Guest star: Pruitt Taylor Vince (George), Kadeem Hardison (Avvocato Howard Gemeiner), Mary Elizabeth Ellis (Sophie), David Morse (Michael Tritter).
- Diagnosi finale: Carcinoma polmonare a piccole cellule
- Ascolti Italia: telespettatori 4.670.000 - share 17,24%[6]

## Ultimo sacrificio
- Titolo originale: Son of Coma Guy
- Diretto da: Daniel Attias
- Scritto da: Doris Egan

### Trama
Mentre House sta banchettando su un letto vuoto vicino a Gabe Wasniak, un uomo in stato vegetativo, lo viene a trovare il figlio Kyle, che però non afferra una cosa al volo: House accende allora le luci ad intermittenza ed elabora una prima diagnosi di achinetopsia, seguita dalle convulsioni del ragazzo, che va in stato di incoscienza.
Il ragazzo, alcolista, ha una vita sociale nulla ed è praticamente lasciato a se stesso (madre morta e padre in stato vegetativo); tutto ciò è causato dall'episodio di un incendio dove Kyle, all'epoca dodicenne, lasciò cadere dei fiammiferi vicino al caminetto, che dettero fuoco alla casa.
Gabe riuscì, all'epoca, a salvare il figlio dall'incendio ma non la moglie, che aveva assunto del sonnifero; House, dopo aver letto i risultati negativi del test per l'adrenomieloneuropatia, decide di risvegliare, con un alto dosaggio di L-DOPA e Amfetamina, il padre dallo stato di coma, per poter avere informazioni dettagliate. Entro qualche giorno però, il corpo dell'uomo svilupperà una certa tolleranza al cocktail di farmaci, facendolo ritornare in stato vegetativo (per questo Wilson cerca di opporsi ritenendo non etica la decisione).
Dopo 10 anni, l'uomo torna così alla vita e, dopo essersi accordato con il diagnosta, si dirige con l'auto di Wilson, in compagnia di House e Wilson stessi, ad Atlantic City per mangiare un panino italiano servito in un locale che frequentava tanti anni prima; intanto, House lo mette sotto torchio per delineare un'anamnesi dettagliata.
Tritter, nel frattempo, continua a giocare e torturare gli assistenti di House, interrogandoli uno alla volta.
Il ragazzo peggiora e arriva al quarto stadio della RLAS, con una grave miocardiopatia; servirebbe un cuore nuovo ma essendo alcolista è da escludersi dalla lista trapianti.
Il geniale diagnosta, analizzando tutti i vari incidenti in famiglia (e dopo aver confessato la motivazione che l'ha spinto a diventar medico) scopre che sono tutti provocati dalla sindrome di MERRF; i parenti della moglie non bevevano, erano distratti e portati ai vari incidenti da questa malattia mitocondriale (da parte materna).
House vorrebbe il test del DNA mitocondriale, ma è troppo tardi; Gabe allora decide di donare il proprio cuore al figlio suicidandosi mediante asfissia. Il diagnosta gli elenca varie modalità possibili di suicidio e Wilson lo copre creandogli un alibi al casinò dell'hotel. Gabe assume delle aspirine al fine di preservare il più possibile il cuore dopo la morte, su probabile consiglio di House.
Kyle ha ora un cuore nuovo e può tornare a vivere, nonostante abbia ancora la sindrome latente, grazie al sacrificio estremo del padre.
Tritter congela il conto corrente di Wilson, mandandolo nello sconforto.
- Guest star: Bobbin Bergstrom (Infermiera), John Larroquette (Gabe Wasniak), Zeb Newman (Kyle Wasniak), Jonathan Strait (falso House), David Morse (Michael Tritter).
- Diagnosi finale: sindrome di MERRF (epilessia mioclonica con fibre rosse sfilacciate) e danni da alcolismo
- Ascolti Italia: telespettatori 4.587.000 - share 15,18%[7]
- Curiosità: la tecnica utilizzata da House per risvegliare temporaneamente Gabe dallo stato vegetativo è in realtà stata usata dal medico Oliver Sacks (che ne raccontò nel libro Risvegli da cui fu tratto un omonimo film) ma solo per casi di catatonia dovuti a encefalite letargica contratta anni prima, e mai per stati vegetativi o coma.

## Effetto domino
- Titolo originale: Whac-A-Mole
- Diretto da: Daniel Sackheim
- Scritto da: Pamela Davies

### Trama
Jack è un ragazzo di 18 anni orfano accudisce fratello e sorella di 8 e 11 anni; per mantenere tutti fa l'animatore ma, durante una festa di compleanno per bambini, all'improvviso si sente male: viene condotto al Princeton dopo aver vomitato ed essere stato colpito da un attacco cardiaco.
House afferma di sapere già la diagnosi dopo aver soltanto letto la cartella: scrive tutte le varie azioni dei suoi sottoposti e, in una specie di gioco, sfida Chase, Cameron e Foreman a indovinare da soli qual è la diagnosi giusta. House sospetta che il paziente faccia uso di droghe e fumi (come prima della morte dei genitori), anche se il giovane afferma di avere smesso, e riesce a strappargli una confessione, cioè che fuma ancora. I fratelli lo assistono, avendo con lui un rapporto molto aperto.
I vari esami non danno risultati, e così House propone l'Epatite A contratta per via sessuale o alimentare: ma una volta curata con l'immunoglobulina, insorgono altre 3 malattie. I medici (compreso House) sono disorientati e al caso si aggiungono quindi anche coagulopatia e osteomielite.
Come se le patologie non bastassero, il ragazzo ha convulsioni ogni 2 ore: dopo varie ipotesi, arriva la diagnosi corretta, ovvero malattia granulomatosa cronica; per scoprirla, House usa un procedimento illegale: inietta un cocktail di batteri al ragazzo, dalle cui reazioni formulerà la diagnosi.
L'unica soluzione per migliorare la sua condizione sarebbe un trapianto di cellule staminali ematopoietiche prelevate dal midollo osseo dal suo fratellino Will, ma Jack rifiuta in quanto non vuole approfittare del fratello, dicendo di volere continuare quindi a vivere con le trasfusioni e le cure farmacologiche sia per le infezioni opportunistiche che per la malattia principale, fino alla maggiore età di Will quando lui sarà pienamente consapevole per donare il midollo; House pensa sia in realtà un gesto egoistico e non altruistico, tanto da mentire facendo credere a Jack di aver trovato un altro donatore. A quel punto Jack non trovando più la forza di nascondere le proprie frustrazioni, ammette che vede nella sua malattia una scusa per non doversi più occupare dei fratelli, per lui divenuta una responsabilità troppo gravosa, di conseguenza rifiuta il trapianto.
I fratelli di Jack verranno dati in affidamento perché lui passerà molto tempo in ospedale, quindi nei prossimi 10 anni sarà libero dall'impegno di doverli sostentare e accudire. Jack saluta con affetto i suoi fratelli mentre l'assistente sociale li porta via, Jack cerca di far capire a entrambi che è la cosa migliore, avranno qualcuno che potrà dare a tutti e due la stabilità di cui hanno bisogno.
Tritter, intanto, continua ad accanirsi su Wilson e lo priva, oltre che del conto corrente, anche della sua macchina e della facoltà di prescrivere farmaci ai suoi pazienti. Quando l'oncologo chiede aiuto ad House, questi glielo nega, provocando un grosso litigio.
- Guest star: Bobbin Bergstrom (Infermiera), Marco Pelaez (Farmacista), Deborah Lacey (Lorraine), Alan Rosenberg (Bruce Steinerman), Tanner Blaze (Will Walters), Patrick Fugit (Jack Walters), Cassius Willis (Ufficiale), Cassi Thomson (Kama Walters)
- Diagnosi finale: malattia granulomatosa cronica
- Ascolti Italia: telespettatori 4.156.000 - share 15,05%[8]

## Aspettando Giuda
- Titolo originale: Finding Judas
- Diretto da: Deran Sarafian
- Scritto da: Sara Hess

### Trama
Una bambina di sei anni, mentre è sulle giostre col padre, all'improvviso inizia a urlare in maniera assordante.
Una volta portata al Princeton Plainsboro, le viene diagnosticata una pancreatite, ma poi viene portata da House. I suoi genitori, divorziati, rifiutano a turno le diverse cure se l'altro genitore le accetta, e così House li deve portare davanti a un giudice per poter lavorare in pace.
Il giudice designa Cuddy come tutore della bambina e la direttrice sanitaria, intanto, regala ad House (in crisi d'astinenza) una pillola di Vicodin ogni sei ore; inoltre, i continui litigi dei genitori creano alla bambina stati d'ansia che le fanno galoppare il cuore.
Viene asportata la colecisti per poter analizzare i calcoli biliari, ma si manifesta un rash vescicolare.
Tritter blocca i conti correnti di tutto il team di House e offre un accordo a uno dei membri della squadra medica; Cuddy cerca un dialogo, ma il poliziotto non è disposto a trattare.
Intanto, la bambina subisce un'emotrasfusione per via del trombo al braccio; House pensa alla fascite necrotizzante e decide di amputare un braccio e una gamba, ma si sbaglia. È Chase ad avere la giusta intuizione, fortunatamente prima che venga eseguito l'intervento di amputazione: si tratta di protoporfiria eritropoietica, una rarissima malattia genetica cronica che scatena un'ipersensibilità cutanea alla luce. Appena la comunica ad House, questi fuori di sé e in astinenza gli sferra un pugno alla mascella. 
La porfiria, essendo genetica, non si può curare ma si può tenere sotto controllo: betacarotene, lampade e filtri speciali, raccomandato lo studio a casa.
Wilson, visti i recenti sviluppi (House, sbagliando, aveva deciso di amputare due arti alla bambina e ha anche colpito Chase, oltre a insultare la Cuddy dicendole che la natura non vuole che diventi madre poiché è incapace), decide di testimoniare contro il suo migliore amico.
- Guest star: David Morse (Michael Tritter), Paula Cale (Edie Ex-Hartman), Christopher Gartin (Rob Hartman), Alyssa Shafer (Alice Hartman), Jodi Long (Giudice)
- Diagnosi finale: protoporfiria eritropoietica
- Ascolti Italia: telespettatori 5.093.000 - share 18,85%[9]

## Un piccolo Natale
- Titolo originale: Merry Little Christmas
- Diretto da: Tony To
- Scritto da: Liz Friedman

### Trama
Lo scenario si apre con la comparsa, nell'ufficio di House, di Wilson e Tritter. Viene data una semplice proposta ad House: o due mesi di clinica per la disintossicazione o la prigione. House, furioso, allontana i due dal suo studio, rifiutando qualunque compromesso, e si dirige da Cuddy.
Ecco presentarsi un caso strano per il diagnosta: un'insolita visita di una ragazza nana che soffre di pneumotorace e anemia, assistita dalla madre a sua volta nana, vittime della condrodisplasia epifisaria.
House ordina una scintigrafia con il radiogallio, un isotopo radioattivo. Il problema è il collasso di un polmone, ma House vede oltre e consulta il suo team per arrivare alla diagnosi.
Intanto, Wilson convince Cuddy a far pressione su House per fargli accettare l'offerta del ricovero in clinica eliminando il Vicodin. Il caso medico viene tolto dalle mani di House come ulteriore sfida di Cuddy, ma il geniale dottore non molla: scardina i cassetti dello studio di Cuddy e addirittura si finge malato in un altro ospedale per avere le sue pillole, ma alla fine non riesce a ottenere il Vicodin. In piena astinenza, il diagnosta si rinchiude in casa autolesionandosi con tagli al braccio per sopperire al dolore, per avere scariche di endorfina.
La giovane nana peggiora: collassano il fegato e il pancreas. Cuddy ritorna sui suoi passi, andando a casa di House, ma non ottiene nessun aiuto, data l'astinenza. Subito dopo si presenta Cameron che, curato il braccio del suo capo, ottiene una nuova diagnosi: malattia di Still, curabile con prednisone, metotrexato e ciclosporina.
La paziente si riprende, House ritorna in ospedale e prima umilia Wilson di fronte a una vedova (per distrarre i presenti e rubare i farmaci - ovvero l'ossicodone - del marito appena deceduto, non riuscendoci), poi va nella farmacia dell'ospedale con la ricevuta del paziente deceduto: in questo modo ottiene l'ossicodone, antidolorifico oppiaceo più forte dell'idrocodone (Vicodin).
La giovane paziente peggiora per una forte otite, e House richiede una radiografia alla gamba: nota quindi il fatto che la nana abbia delle ossa perfettamente normali.
In realtà la figlia è perfettamente normale, non è nana come la madre (il padre era di statura media), ma un granuloma (un tumore) le schiaccia l'ipofisi, bloccandole in tal modo la crescita.
House, quindi, si pronuncia con la diagnosi risolutiva: compressione della ghiandola della crescita per malattia autoimmune a causa di un cancro, meglio conosciuta come istiocitosi a cellule di Langerhans.
La cura consiste in un ciclo di chemioterapia, rimozione del granuloma e pillole di ormoni per recuperare il tempo perduto (a 15 anni dovrebbe già essere in pieno sviluppo).
La paziente guarisce, e Wilson decide di abolire l'accordo con Tritter, che gli prospetta la prigione se non testimonierà. House, non avendo il Vicodin e impasticcato di antidolorifici più forti in maniera eccessiva, crolla sul pavimento di casa sua.
Wilson, dopo alcune telefonate mancate, si reca dall'amico, trovandolo e lasciandolo a terra. House, ormai stanco di lottare, va da Tritter per l'accordo, ma ha compiuto una leggerezza: la sua ultima spedizione in farmacia, dove ha ritirato dei farmaci per un paziente già morto, è una prova sufficiente per condurlo in tribunale per falsificazione di ricetta e uso di droghe non prescritte. Tritter non ha più bisogno di nessun accordo, e rifiuta la resa di House.
- Guest star: Meredith Eaton (Maddy Ralphman), David Morse (Michael Tritter)
- Diagnosi finale: istiocitosi a cellule di Langerhans
- Ascolti Italia: telespettatori 3.662.000 - share 14,17%[10]

## Parole e fatti

House durante il processo al tribunale

- Titolo originale: Words and Deeds
- Diretto da: Daniel Sackheim
- Scritto da: Leonard Dick

### Trama
All'inizio dell'episodio, House si vede citato in tribunale a seguito di un'accusa per uso di stupefacenti da parte del detective Tritter, cosa che non lo distrae dalla sua consueta attività medica.
In particolare, il suo team deve studiare il caso di un vigile del fuoco di 28 anni soggetto a visioni blu, disorientamento e sbalzi di temperatura. House decide di aumentargli gli ormoni, ma il paziente peggiora con un infarto dopo l'altro a causa di ricordi traumatici.
Intanto, dopo le insistenze di Cuddy, il diagnosta si scusa con Tritter ma non basta, ed è costretto ad iniziare il programma riabilitativo.
Il team decide di praticare l'elettroshock sulla corteccia cingolata anteriore, ovvero la parte del cervello depositaria dell'esperienza. L'elettroshock è un palliativo che consente solo di guadagnare tempo: i sintomi infatti rimangono. Solo in seguito, grazie ad un'angiografia vertebrale selettiva, si scopre che è un meningioma spinale a causare dei falsi ricordi nel ragazzo.
Nel frattempo, House si scusa con Wilson per essersela presa con lui quando questi si è accordato con Tritter, dicendogli di aver capito che in realtà si era comportato da vero amico; Wilson è molto stupito da tale comportamento, visto che chiedere scusa è molto insolito per House, e si convince che il nuovo atteggiamento sia merito della terapia. Al processo, Cuddy testimonierà il falso, giurando che al posto dell'ossicodone c'era un semplice placebo, sostituito da lei in via precauzionale. Così, House dovrà solo passare una notte in cella per oltraggio alla corte: ha, infatti, abbandonato l'aula per leggere i risultati dell'angiografia del paziente prima che l'udienza finisse.
Alla fine dell'episodio, Wilson scopre che in realtà House aveva trovato il modo per avere il Vicodin, usando una guardia del programma di disintossicazione, e quindi anche il fatto di essersi scusato poteva essere solo un modo per far credere di essere veramente cambiato attraverso la terapia.
- Guest star: David Morse (Michael Tritter), Tory Kittles (Derek Hoyt), Jason Winston George (Brock Hoyt), Meagan Good (Amy), Kadeem Hardison (Avvocato Howard Gemeiner)
- Diagnosi finale: meningioma spinale
- Ascolti Italia: telespettatori 3.992.000 - share 14,91%[11]
- Citazioni: Harry Potter. Durante tutto l'episodio House parla della prepotente guardia del programma di disintossicazione chiamandolo "Voldemort".

## Giorno nuovo... stanza nuova
- Titolo originale: One Day, One Room
- Diretto da: Juan José Campanella
- Scritto da: David Shore

### Trama
Dopo l'assoluzione al processo, House si ritrova a dover assolvere ai suoi compiti ambulatoriali. Stufo di fare tamponi intimi a chi dice di avere una malattia venerea, il diagnosta assume un falso caso per potersi liberare delle visite (arriva addirittura a pagare 50 dollari per ogni paziente che se ne va a casa). Tra i casi secondari, un uomo corre descrivendo un ovale nella hall dell'ospedale e urlando come un matto (si scoprirà che aveva uno scarafaggio nell'orecchio) e un ragazzo con un finto singhiozzo (che cerca di farsi somministrare una stimolazione anale). Ma Cuddy scopre l'inganno e obbliga House a tornare in ambulatorio, proponendogli 10 dollari per ogni paziente che riesce a curare senza toccarlo (il che dà via a tutta una serie di situazioni comiche, che stemperano la tensione dell'episodio).
Tra i pazienti si presenta una ragazza, Eve, che è l'unica positiva al test per una malattia venerea, ma quando House le porge i farmaci lei ha uno scatto di ira. Il medico capisce che la ragazza ha un altro grave problema: è stata violentata. Eve vuole solo House come medico curante.
Nel mentre Cuddy, per punire Cameron (che aveva retto il gioco ad House), le assegna un senzatetto malato terminale di cancro polmonare.
Eve, intanto, tenta il suicidio ingoiando delle benzodiazepine durante il colloquio con una psicologa alla quale era stata assegnata, e così House è costretto a prendere il caso. La donna vuole parlare, ma non di quello che le è successo, vuole entrare in comunicazione con House, che si trova spiazzato dalle domande personali della paziente. Ma un'altra notizia arriva da Cuddy: Eve è incinta. House allora, per far sfogare la donna, si apre dicendole che lui da piccolo era stato punito dalla nonna, che lo lasciava all'addiaccio o gli faceva fare i bagni nel ghiaccio se non rispettava le regole, ma Eve non gli crede e, dopo una serie di discorsi sullo scopo della vita, il diagnosta cerca di convincerla ad abortire il frutto della violenza subita. Purché lei si convincesse a parlare dello stupro, House le confessa la verità: la storia era vera, ma in realtà era stato suo padre a maltrattarlo, lasciandogli un'esperienza traumatica. La ragazza abortisce e va in psicoterapia.
Il paziente di Cameron muore davanti alla dottoressa, che ha dovuto assistere impotente alle sue sofferenze, avendo quest'ultimo rifiutato la morfina, al solo scopo di essere ricordato da qualcuno. Nella parte centrale dell'episodio Eve discute con House sul concetto di Dio e di eternità.
- Guest star: Geoffrey Lewis e Katheryn Winnick (Eve)
- Diagnosi finale: Chlamydia, disturbo post traumatico da stress
- Ascolti Italia: telespettatori 4.394.000 - share 16,01%[12]

## L'ago nel pagliaio
- Titolo originale: Needle in a Haystack
- Diretto da: Peter O'Fallon
- Scritto da: David Foster

### Trama
Un ragazzo rom viene ricoverato in ospedale con atroci dolori al fegato.
House, dopo aver sconfitto Tritter, ha un nuovo problema: il suo posto macchina personale è stato assegnato alla dottoressa Whitner, costretta su una sedia a rotelle. Dopo un incontro-scontro con la dottoressa in questione si lamenta con Cuddy, denunciando quella che secondo lui è un'assurdità: la Whitner non ha problemi a pilotare una sedia telecomandata nei 50 metri di parcheggio, mentre lui rischierebbe di scivolare sul ghiaccio.
Alla fine, House scommette che, se resisterà una settimana in sedia a rotelle senza mai alzarsi, Cuddy dovrà restituirgli il posto auto.
Il diagnosta ordina una flebografia e Foreman si interessa al caso, ammirando la curiosità del paziente e la sua esperienza in materia di medicina (arriverà addirittura a offrirgli anche un posto come stagista retribuito - solitamente riservato a studenti universitari), ma deve fare i conti con la natura diffidente dei suoi genitori, dettata soprattutto dalla loro cultura.
Inizialmente, si pensa alla Wegener e viene somministrata la ciclofosfamide, senza risultati. House vorrebbe quindi provare con la FT 28, un farmaco sperimentale, ma i genitori si rifiutano. Intanto, il giovane rom viene operato al fegato, ma le sue condizioni non accennano a migliorare: si evidenziano sangue nelle urine e un'esplosione della milza, che viene asportata. House, convinto che ci sia un granuloma (dovuto alla Wegener) nell'intestino, interviene per controllare di persona prima che il taglio venga richiuso, ma la sua intuizione si rivela sbagliata.
Dopo una colonscopia, emerge il vero problema: un semplice stuzzicadenti, dopo essere stato ingoiato, aveva provocato diversi fori nei vasi tramite spasmi e movimenti; la sua composizione legnosa assorbiva l'acqua, rendendolo invisibile a TAC e radiografia.
House ha perso la sua scommessa, che fra l'altro Cuddy non aveva intenzione di rispettare, ma gli viene comunque restituito il posto macchina vicino all'ingresso dell'ospedale.
- Guest star: Wendy Makkena, Jessy Schram
- Diagnosi finale: lesioni causate da uno stuzzicadenti ingoiato per sbaglio, mosso dopo vari spasmi
- Ascolti Italia: telespettatori 4.570.000 - share 16,10%[12]

## Insensibile
- Titolo originale: Insensitive
- Diretto da: Deran Sarafian
- Scritto da: Matthew V. Lewis

### Trama
House si trova davanti a un singolare caso: Hannah Morgenthal (affetta da CIPA, totale insensibilità al dolore) viene ricoverata insieme alla madre per via di un grave incidente automobilistico, di cui sono rimaste vittime entrambe. Ma, a differenza della madre che viene curata e trattata chirurgicamente, Hannah non prova nessun dolore, continua a sostenere che non si è fatta niente e insiste con i medici affinché si occupino di sua madre. Tuttavia, House è molto interessato al caso, poiché la paziente è il suo contrario (lui prova dolore costante).
Il diagnosta, tramite un breve test eseguito mentre Foreman la medica, scopre che Hannah ha la CIPA, una rarissima malattia genetica difficilmente diagnosticabile (il primo sintomo per ogni patologia è il dolore).
Intanto, Cuddy ha conosciuto un compagno in rete e pranza con lui; House, però, disturba frequentemente i due entrando ed uscendo dal ristorante e, mentre sono a letto insieme, li interrompe spesso suonando alla porta e mandando a monte la relazione, al che la direttrice sanitaria inizia a sospettare che il geniale medico sia geloso.
Nonostante Hannah ne combini di tutti i colori (dal fingere dolore per scappare a buttarsi dal balcone della hall), rimane la carenza di vitamina B12; la soluzione arriverà durante un intervento chirurgico dove, grazie ad una sua intuizione, House troverà ed estrarrà dall'intestino della ragazza una tenia lunga 8 metri, ironizzando che il record mondiale per le tenie è di 20 metri.
La tenia, infatti, assorbiva tutta la vitamina B12 creando una serie di scompensi e problemi fisici.
Alla fine dell'episodio, Cameron propone a Chase di fare sesso periodicamente per scaricare la tensione, con però la condizione che non ci si debba innamorare dell'altro.
Quando Chase chiede a Cameron perché lo abbia chiesto proprio a lui, lei risponde che "lo hanno già fatto" e che quindi non ci saranno cattive sorprese. Chase accetta.
- Guest star: Mika Boorem (Hannah), Josh Stamberg (Bobby), Kimberly Quinn (Wendy) e Jenny Robertson (Abby)
- Diagnosi finale: CIPA e carenza di vitamina B12 causata da Taenia solium
- Ascolti Italia: telespettatori 4.585.000 - share 16,12%[13]

## Mezzo genio
- Titolo originale: Half-Wit
- Diretto da: Katie Jacobs
- Scritto da: Lawrence Kaplow

### Trama
Patrick è il nuovo paziente di House: a 10 anni ha subito un incidente stradale che lo ha reso autistico e affetto da convulsioni ricorrenti. Incredibilmente, il danno cerebrale lo ha anche reso dotato dell'orecchio assoluto e di un talento naturale per la musica, in particolare per il pianoforte.
Durante un concerto, all'improvviso le dita della mano sinistra iniziano a piegarsi in modo strano, con relativa paralisi.
House accetta il caso e sfida l'uomo a suonare il pianoforte con lui; non solo Patrick riesce a seguirlo, ma trova anche un finale perfetto per una composizione che House ha scritto al liceo e che fino ad allora non è mai riuscito a terminare.
Stupito e tormentato, il diagnosta decide di individuare le aree del cervello attive durante la sua produzione musicale, visto che non è frutto d'apprendimento.
Il team di House e la Cuddy, anziché supportare e aiutare il geniale dottore nell'elaborare la diagnosi per il caso, indagano e scoprono che House ha contattato un altro ospedale; scartata l'ipotesi del cambio lavoro, subentra quella del tumore al cervello (fomentata soprattutto dal nome dello specialista con cui House ha preso contatto).
House sottovaluta la cosa e continua la ricerca della soluzione dell'enigma, tramite analisi del cervello e vari test, da cui emerge che l'emisfero cerebrale destro di Patrick è sempre rimasto inattivo; l'unica funzione che svolge è quella di scatenare le convulsioni.
Queste ultime, infatti, partono dall'emisfero cerebrale destro e, tramite il corpo calloso, si trasmettono al sinistro; la parte sinistra del cervello è in maggior parte deputata al linguaggio e al pensiero, mentre la destra alle attività motorie, per cui lo stimolo ritorna nell'emisfero destro e scatena le crisi convulsive.
In caso di incidenti come quello di Patrick (ovvero in giovane età), se uno dei due emisferi rimane danneggiato, il cervello attiva un meccanismo di autocompensazione, trasferendo i compiti dell'emisfero colpito a quello sano, riequilibrando le funzioni.
Tuttavia, poiché la capacità musicale è un processo globale, ma non deterioratisi nel periodo trascorso in ospedale, House capisce che il fenomeno è antecedente e quindi non è correlato ai problemi cardiaci più recenti. Questo lo porta alla diagnosi definitiva: arterite di Takayasu, trattabile con steroidi. Il trattamento porta a un'effettiva riduzione delle crisi convulsive, e House propone una soluzione drastica quanto definitiva: un'emisferectomia. Poiché l'emisfero destro non solo causa convulsioni, ma addirittura rallenta il sinistro, una sua rimozione risolverebbe i problemi cardiaci senza l'uso cronico farmaci e, soprattutto, migliorerebbe le capacità cognitive in modo radicale. Inizialmente, il padre di Patrick è dubbioso, perché l'operazione potrebbe togliere al figlio il talento per la musica, ma House gli risponde che avere una vita normale è molto meglio di avere un dono, se quest'ultimo comporta la disabilità. Il padre, quindi, guarda negli occhi Patrick e gli chiede se è felice, ma questi, non essendo in grado di capire il senso della domanda, risponde ripetendola a sua volta, con lo sguardo perso nel vuoto, quindi viene accordato il permesso per l'operazione.
Nel frattempo Cameron, preoccupata per le condizioni cliniche di House, lo bacerà (al fine di poter prelevare un campione di sangue), mentre in altri momenti Chase e Cuddy lo abbracciano. Ulteriori esami rivelano che il diagnosta possiede solo una malattia che mima un tumore, quindi il team di House corre a casa sua per rivelargli che non è cancro ma il medico non solo non ne è felice, addirittura si mostra infastidito: la lastra non è sua, ma di un altro paziente, e che gli serviva solamente allo scopo di ottenere farmaci che gli rilasciassero un po' di piacere chimico.
Chase, Foreman e Cameron sono sconvolti. Wilson, scoperto ciò che il suo amico ha fatto, tenta di fargli comprendere che esistono modi migliori per affrontare i suoi problemi piuttosto che cercare sempre rifugio nei farmaci, ad esempio trovare conforto nell'amicizia perché a dispetto di tutto House ha delle persone che gli vogliono bene.
Patrick, dopo l'operazione, mostra un mutismo che, secondo House, scomparirà. È ancora troppo presto per stabilire se l'uomo abbia effettivamente perso il dono della musica, ma suo padre è felice, perché Patrick mostra già segni di miglioramento psicomotorio: riesce ad allacciarsi la camicia da solo, cosa che prima gli era impossibile fare.
L'episodio termina con House in procinto di entrare in un locale dove Chase, Cameron e Foreman stavano trascorrendo la serata, facendo supporre che forse voglia scusarsi con loro.
- Guest star: Dave Matthews, Kurtwood Smith
- Diagnosi finale: arterite di Takayasu
- Ascolti Italia: telespettatori 4.842.000 - share 17,99%[14]

## Top Secret
- Titolo originale: Top Secret
- Diretto da: Deran Sarafian
- Scritto da: Thomas L. Moran

### Trama
Cuddy propone ad House un paziente dell'esercito statunitense. John Kelley è infatti un marine reduce dall'Iraq, convinto di essere affetto dalla sindrome del Golfo. House è propenso a sottovalutare la gravità delle condizioni dell'uomo, ma quando vede la foto rimane sconvolto: l'ha visto in sogno, prima che Cuddy lo svegliasse per fargli leggere la cartella clinica del militare.
Spossatezza, dolore alle giunture, vampate di calore: House ordina a Chase e Cameron di controllare il paziente nella stanza del sonno, ma dopo un po' di tempo i due si stancano e si appartano in una stanza vicina, per fare sesso dopo avere offuscato la telecamera.
Foreman accorre preoccupato quando sente le urla del paziente che lamenta un odore acre: ha una vaginosi in bocca.
Successivamente, Foreman chiede spiegazioni ai due colleghi riguardo alla loro assenza, ma esclude l'ipotesi di una relazione tra Chase e Cameron proprio quando quest'ultima gli racconta di avere fatto sesso con il collega, cosa che il neurologo interpreta come uno scherzo.
Intanto, House ha ben altri problemi: non riesce ad urinare e ciò gli toglie il sonno e la lucidità necessaria per far chiarezza sul caso. Inoltre, ha un'ossessione: deve capire dove ha già visto quel marine, per spiegare il fatto di averlo sognato.
Dalla radiografia compaiono improvvisamente 6 tumori nel cervello, che però poi scompaiono in sala operatoria: il mistero s'infittisce, ma non sembra possibile che sia sbagliata la radiografia dei Veterani, in quanto la presenza di una micro-vite al titanio conferma che il cervello è lo stesso.
I sintomi continuano ad abbondare: paralisi ascendente che colpisce prima le gambe, udito e stomaco. Foreman, di sua iniziativa, comincia la cura per l'uranio impoverito, ma il paziente peggiora ulteriormente.
House ritorna in ospedale (dopo un sogno chiarificatore) con una diagnosi: teleangectasia emorragica ereditaria, una malattia genetica che fonde i capillari con le vene (impossibile da riconoscere di primo acchito, poiché il primo sintomo è una comune epistassi), mentre la paralisi è stata scatenata da una malformazione artero-venosa intorno alla colonna vertebrale; con una radiografia ai vasi sanguigni e due interventi chirurgici il militare tornerà in forma.
Da piccolo, il ragazzo aveva esantema ed epistassi frequenti, che vengono di solito associati a piccoli traumi o al clima secco anziché essere letti come indizi di una rara malattia genetica.
Una volta risolto il caso, tutto torna alla normalità. House risolve i suoi problemi urinari e ricorda finalmente dove aveva già visto quel marine: era il ragazzo con cui, anni prima, Cuddy si era lasciata andare ad effusioni durante una festa. Inoltre, dalle parole che House e Cuddy si scambiano in seguito, si capisce che i due medici sono andati a letto insieme e che ad House piace Cuddy (e viceversa). Nell'ultima scena, House, avendo intuito le intenzioni dei due assistenti, scopre Chase e Cameron appartati dentro uno sgabuzzino, dentro al quale entra con la scusa di essere alla ricerca di un cestino della spazzatura, ma richiude la porta e si allontana senza alcun commento (seppure accennando un sorriso beffardo).
- Guest star: Marc Blucas
- Diagnosi finale: teleangectasia emorragica ereditaria
- Ascolti Italia: telespettatori 6.305.000 - share 22,91%[15]

## Posizione fetale
- Titolo originale: Fetal Position
- Diretto da: Matt Shakman
- Scritto da: Russel Friend e Garrett Lerner

### Trama
Nuovo giorno, nuovo caso: Emma, una nota fotografa quarantenne incinta, viene colpita da un ictus durante la realizzazione di un servizio, annunciandola addirittura prima che avvenga con una sigla (FAST: faccia, arti superiori, suono e tempo) che indica una tensione rilassamento dei muscoli facciali (smorfie), debolezza degli arti superiori, balbuzie e il ridotto tempo prima di collassare a terra.
Si scopre che la donna ha fatto un'inseminazione artificiale grazie alla donazione di un suo amico gay: il caso suscita subito l'interesse vivo di Cuddy, che si rispecchia in quella donna.
Al Princeton Plainsboro Hospital viene diagnosticata anche un'insufficienza renale.
La prima diagnosi si basa su 6 infezioni da streptococco, non curate in modo adeguato, presenti nella gola della paziente, che potrebbero aver portato a febbre reumatica e stenosi mitralica.
Dalla TAC si scopre una calcificazione che ha inspessito la valvola mitralica, probabile causa dell'ictus.
Nonostante l'intervento (sotto la supervisione di Cuddy), i reni stanno ancora cedendo; le diagnosi differenziali portano in direzioni molto diverse tra loro: Chase pensa ad una preeclampsia, Cameron che sia colpa del feto, Foreman ad una sepsi o ad una affezione HUS-TTP.
Appurato che il corpo della donna funziona e il problema è nel feto, House propone la sindrome di Ballantyne e vuole indurre una paralisi al feto in modo da poter ottenere una radiografia attendibile; Cuddy lo assisterà nell'operazione.
Dai risultati emerge una vescica grande quattro volte rispetto alla norma che schiaccia tutti gli altri organi, compresi i polmoni; serviranno tre prelievi d'urina per capire se i reni del feto sono danneggiati o meno.
House riassume (costretto da Cuddy) la responsabilità del caso, e Cameron inserisce uno shunt nella donna, ma gli occhi della paziente diventano gialli: c'è in corso un grave ittero, e il fegato sta cedendo. House elabora la diagnosi della CID e valuta quindi di anticipare il parto, anche a rischio della vita del feto.
Cuddy non si arrende e cerca altri indizi che la possano aiutare sul caso: ordina una biopsia epatica transgiugulare, così se il fegato dovesse sanguinare lo farebbe direttamente nelle vene (tentativo inutile, visto che la donna inizia un travaglio pre-termine ancora prima che possa essere prelevato un campione di tessuto).
La direttrice sanitaria continua ad accanirsi sul caso e aumenta in modo esponenziale le somministrazioni di corticosteroidi che, abbinati ai tocolitici somministrati alla donna per bloccare le contrazioni pre-parto, potrebbero (oltre che causare danni surrenali) portarla addirittura ad un edema polmonare.
Ma Lisa è determinata e nessuno osa fermarla; ma già durante l'iniezione la donna raggiunge l'edema polmonare, cosicché Wilson la richiama e le fa notare che i polmoni della madre stanno collassando prima che il bambino possa sviluppare i propri.
Cuddy riprende con i corticosteroidi, così il bambino riesce ad arrivare ad una dimensione polmonare minima per le analisi e, dopo un consulto con House - che nel frattempo era tornato a casa - viene deciso un intervento esplorativo.
Durante l'intervento, la mano minuscola del bambino accarezzerà quella di House, lasciandolo immobile, senza parole, per alcuni secondi. Il chirurgo nota tre lesioni ben definite da resecare (ACCP), ma il cuore della paziente si ferma: Cuddy usa per ben due volte il defibrillatore senza risultato; House crede che sia asistolia e sta per recidere il cordone ombelicale, ma Cuddy lo minaccia con la scossa elettrica del defibrillatore ed insiste altre due volte, convinta che sia solo fibrillazione.
Al quarto tentativo, il cuore riprende il suo battito regolare, dando ragione a Cuddy, ma con un grosso rischio per madre e bambino nel caso si fosse sbagliata.
I medici riescono così a salvare sia la madre che il bambino; Cuddy regala un biglietto aereo ad House per l'Isola di Vancouver ma, una volta a casa, il diagnosta lo strappa, stacca il telefono e si piazza davanti alla TV.
- Guest star: Anne Ramsay (Emma Sloan) e Tyson Ritter (se stesso)
- Diagnosi finale: Sindrome di Ballantyne, Malformazione adenomatoide cistica
- Ascolti Italia: telespettatori 5.603.000 - share 22,92%[15]

## In volo
- Titolo originale: Airborne
- Diretto da: Elodie Keene
- Scritto da: David Hoselton

### Trama
L'episodio vede due casi in contemporanea, uno gestito da House su un aereo e l'altro dall'amico Wilson.
- Caso di Wilson

Il primo caso che vediamo è quello di Wilson: una donna cinquantottenne riceve la visita di un'accompagnatrice di lusso per un po' di svago ma, mentre le sta dando 1.000 $, crolla sul pavimento svenuta.
All'ospedale si scoprirà un tatuaggio recente; la donna confessa pian piano la sua ultima pazzia, ovvero un viaggio a Caracas dove, tra mescalina, cocaina e sesso occasionale non lesina certo un ampio raggio di possibili infezioni.
Ha la chinetosi, curata con cerotti per il mal d'auto; Chase e Cameron ispezionano la casa ma, tranne un gatto senza appetito (la ciotola era piena), non trovano nulla e approfittano della camera da letto.
Wilson pensa al tumore al seno, che potrebbe esser stato alleviato dai farmaci anticolinergici che la donna assume per la chinetosi.
Durante la mammografia si presenta però improvvisamente una cecità neurologica all'occhio destro, per cui Wilson esclude il cancro al seno; Chase ha un'intuizione (scopre che né il gatto né la paziente mangiano da giorni) e scopre che la casa del vicino era stata chiusa per disinfestazione mediante utilizzo del gas bromuro di metile.
In precedenza le due case erano comunicanti, per cui il mistero è presto risolto e la paziente può tornare a casa dopo pochi giorni.
- Caso di House

House, invece, è su un aereo con la Cuddy, di ritorno da una premiazione dell'OMS, e si ritrova un ragazzo che vomita e presenta febbre ed esantemi lombari; la Cuddy elabora una diagnosi da meningococco o Neisseria meningitidis (meningite batterica), e insiste per far tornare indietro l'aereo.
House invece, esaminando il menù (spigola per la prima classe e kebab di mare per l'economica) pensa ad un'intossicazione alimentare provocata da una ciguatossina contenuta nella spigola.
All'improvviso, però, anche la Cuddy e un'altra ragazza avvertono gli stessi sintomi: vomito, esantema e fotofobia, mentre il ragazzo inizia a manifestare atassia.
House si convince che sia corretta la diagnosi di meningite, così preleva tutti i farmaci dei passeggeri, tra i quali riesce a trovare degli antibiotici: tuttavia, visto che il paziente è allergico, prima di rischiare uno shock, decide di fargli una puntura lombare per confermare la diagnosi. Il liquido prelevato risulta chiaro, per cui non può essere meningite; House, a quel punto, ha un'altra idea, e per verificarla tramite il microfono annuncia che c'è una pericolosa infezione, elencando tutti i sintomi della meningite batterica e aggiungendone anche di falsi. Tutti si sentono male avvertendo i sintomi elencati da House, che così ha individuato la diagnosi per i passeggeri: isteria di massa, che ha comportato l'emulazione, da parte degli altri presenti, dei sintomi del ragazzo.
Il ragazzo però continua a star male: ha una paralisi focale degli arti. House pensa che possa essere un corriere della droga e che abbia ingerito un preservativo pieno di cocaina, così improvvisa una sala chirurgica, ma prima di operarlo scopre che tramite la pressione sulle giunture il dolore è alleviato, così capisce che anche quest'ultima ipotesi era sbagliata.
Tuttavia, grazie a questo sintomo e ad una tessera da sub con relativo scontrino del noleggio dell'attrezzatura, la soluzione arriva da sé: a causa di un'immersione condotta con leggerezza, il ragazzo è risalito con troppa velocità, causando la formazione di emboli di gas accentuata dalla pressurizzazione dell'aereo sui 2.440 m e iniziando a star male seriamente a 10.668 m d'altitudine.
House ordina alla hostess di far scendere il capitano sotto i 1.524 m d'altitudine e di fornirgli una bombola d'ossigeno al fine di aumentare la pressione e risolvere il problema.
Chase vuole qualcosa di più dal rapporto con Cameron, ma lei lo liquida definendo i loro rapporti solo un gioco e mettendo così la parola fine al loro passatempo preferito.
- Guest star: Jenny O'Hara, Meta Golding
- Diagnosi finale: intossicazione da bromuro di metile (caso di Wilson), isteria di massa dei passeggeri ed embolia gassosa nel ragazzo (caso di House)
- Ascolti Italia: telespettatori 6.135.000 - share 22,14%[16]

## Bambini precoci
- Titolo originale: Act Your Age
- Diretto da: Daniel Sackheim
- Scritto da: Sara Hess

### Trama
Jasper, 8 anni, ha un'emorragia nasale, ma sua sorella Lucy di soli 6 anni ha addirittura un ictus: viene ricoverata d'urgenza al Princeton Plainsboro Hospital.
Il bimbo sta bene ma la bambina ha il sangue denso (con troppi globuli rossi), perciò i medici devono tentare di fluidificarlo, anche se all'improvviso sorge la diplopia.
Jasper regala dei fiori a Cameron dandole un bacio sulla guancia e facendo innervosire Chase, che discuterà di questo in seguito con la collega. Chase e Cameron perquisiscono la camera della bimba e trovano una maglietta insanguinata: subito pensano ad abusi sessuali da parte del padre, tesi sostenuta anche da tagli superficiali nell'area vaginale.
Foreman rimane diffidente e analizza meglio il sangue, scoprendo che contiene cellule endometriali: è dunque sangue mestruale, dovuto ad un eccesso ormonale.
Si scoprirà che la bimba si procurava da sola i tagli nel tentativo di radersi i peli pubici con il rasoio del padre; per spiegare questa pubertà fulminante, i medici pensano ad un tumore all'ipotalamo (che in realtà si rivela poi essere una ciste benigna).
Jasper dapprima tocca il sedere di Cameron e poi aggredisce Chase mordendolo a un braccio, mentre il medico stava discutendo con Cameron; questo indizio porta il team a compiere degli esami, scoprendo che il bimbo ha un livello di testosterone troppo elevato rispetto alla norma; il team cerca la cartella della madre morta di tumore (si pensa a un fatto genetico) per capire i sintomi dei figli. La bimba ha forti dolori all'addome (una ciste al pancreas), per cui Cameron pensa ad un adenoma ipofisario.
House non si dà pace e va all'asilo; qui intuisce una relazione tra la giovane insegnante e il padre dei bambini, e scopre che l'uomo utilizza una crema a base di testosterone al fine di migliorare le sue prestazioni sessuali. Il corpo umano elimina il 30% delle scorie dalla pelle e così, il padre, abbracciando i suoi pargoli, trasmetteva loro una dose di ormoni di gran lunga superiore rispetto ai livelli normali infantili. Quindi è sufficiente che il padre rinunci alla crema magica per ridare ai figli la loro infanzia.
Chase fa pace con Cameron regalandole i suoi fiori preferiti e lei gli confessa di non volere una storia seria con lui.
- Guest star: Erich Anderson (Deran), Bailee Madison (Lucy), Slade Pearce (Jasper), Carla Gallo (Janie), Joel David Moore (Eddie)
- Diagnosi finale: eccesso ormonale causata da crema al testosterone
- Ascolti Italia: telespettatori 5.614.000 - share 22,78%[16]

## Una lezione per House
- Titolo originale: House Training
- Diretto da: Paul McCrane
- Scritto da: Doris Egan

### Trama
Una bella ragazza si ritrova per strada a partecipare al gioco delle 3 carte (dove lo scopo è quello di individuare la carta che nasconde la regina), come complice del ragazzo che conduceva il gioco.
Dopo due puntate fortunate, alla terza non sa più quale carta scegliere e crolla svenuta a terra: mentre il ragazzo fugge con i soldi, la giovane donna viene ricoverata al Princeton Hospital con sintomi riconducibili all'abuso di droga (confermata da una pipa da crack trovata a casa sua, in realtà appartenente all'ex ragazzo).
In realtà si tratta di abulia, un'incapacità temporanea di prendere decisioni con la propria volontà, provocata da un attacco ischemico transitorio (ictus).
Foreman, che nel frattempo ha ricevuto la visita dei genitori (la madre soffre di Alzheimer), accoglie la paziente con diffidenza e sospetto, vedendo quasi in lei, cioè una disoccupata con poche prospettive, ciò che lui era stato prima di scegliere la strada della medicina.
Nel frattempo, fra Wilson e Cuddy sembra esserci qualcosa di più di semplice amicizia.
House è geloso di questo (inoltre deve ospitare il cane di Wilson) e finge di voler acquistare una casa per poter metter sotto torchio la seconda ex moglie di Wilson, agente immobiliare, scoprendo vari dettagli privati dell'amico oncologo (dal corteggiamento alla vita sessuale).
Intanto, le condizioni della ragazza ricoverata peggiorano: le ipotesi di tumore e infezioni vengono scartate, fino a che Chase e Cameron concordano sul fatto che potrebbe trattarsi di una malattia autoimmune, in cui i linfociti attaccano l'organismo, mentre Foreman pensa che sia un tumore. La soluzione proposta da Foreman per curare entrambi è la radioterapia. La prova dei fatti, però, fornisce una sconcertante verità: si trattava davvero di un'infezione dovuta ad un graffio, e ora che il sistema immunitario è stato annullato per la paziente non c'è più nulla da fare.
Foreman si sente terribilmente in colpa, sia per aver accettato l'uso delle radiazioni sia per il comportamento tenuto con la paziente. Le rivela quindi di come, in passato, avesse condotto una vita difficile, fatta di furti e arresti. Alla fine ottiene il perdono e la comprensione della donna, alla quale resta al fianco fino alla morte.
House, in seguito, scoprirà che la colpa dell'infezione era il gancio del reggiseno che, graffiando la schiena della ragazza, le ha scatenato un'infezione da Stafilococco aureo; tutte le varie ripercussioni, però, sono state scatenate dalle scelte sbagliate del team. Foreman si convince che sia stato lui ad ucciderla.
- Guest star: Charles S. Dutton (Rodney Foreman), Monique Curnen (Lupe), Jane Adams (Bonnie), Beverly Todd (Alicia Foreman)
- Diagnosi finale: infezione da stafilococco aureo
- Ascolti Italia: telespettatori 5.272.000 - share 19,94%[17]

## Una famiglia
- Titolo originale: Family
- Diretto da: David Straiton
- Scritto da: Liz Friedman

### Trama
Wilson prepara il suo paziente di 14 anni malato di leucemia, Nick, per un trapianto di midollo osseo dal suo fratello più piccolo, Matty, che rappresenta l'ultima speranza. Dato che il sistema immunitario di Nick è completamente annientato dalle radiazioni a cui è stato sottoposto per ricevere il nuovo midollo, Wilson è estremamente cauto nel mantenerlo in salute prima del trapianto; quando Matty starnutisce durante una visita a suo fratello prima dell'intervento, Wilson capisce che Matty non sta abbastanza bene per donare.
House e la squadra lottano contro il tempo per scoprire cosa sta facendo ammalare Matty, in maniera da curarlo rapidamente e permettergli di donare midollo osseo sano e non infetto al fratello che sta morendo. Senza altri donatori compatibili disponibili, la squadra sa che Matty è la migliore occasione per salvare la vita di Nick, poiché dare a questi midollo osseo da un donatore parzialmente compatibile (4 su 6) potrebbe portare a una morte atroce, in caso di rigetto. House decide che bisogna far ammalare Matty di proposito e usare così i sintomi che si svilupperanno come metodo per restringere il campo delle diagnosi.
Hector (il cane di Wilson) rovina la vita di House distruggendogli tutte le cose più care (dai dischi in vinile alle scarpe, rosicchiandogli bastone e libri, arrivando addirittura a stordirsi col Vicodin).
House cade a terra a causa del bastone morsicato da Hector e decide di acquistarne uno nuovo che rispecchia decisamente il suo stile: dopo averne visionato uno col pene di toro e un altro col teschio d'argento (che lui stesso definirà come adatto a Marilyn Manson in una casa di riposo), il diagnosta opta per un modello semplice nero ma con le fiamme rosse e gialle che ardono dal fondo del bastone.
Mentre le condizioni di entrambi i fratelli peggiorano e Nick ha solo pochi giorni di vita, la squadra deve diagnosticare e curare la malattia di Matty prima che sia troppo tardi per ambedue. Intanto, Foreman è perseguitato dal suo errore che ha provocato la morte di una paziente solo una settimana prima, e House si augura solo di incorrere in una simile sfortuna riguardo ad Hector.
Foreman ferma il contagio dell'altro fratello: ha scoperto l'istoplasmosi, una comune infezione da fungo contratta dalla terra quando è contaminata dalle feci dei polli, curabile con l'Amfotericina B.
Una volta individuata, fa un prelievo di midollo senza anestetico, causando in Matty atroci sofferenze, ma riuscendo così a salvare la vita di entrambi; nonostante l'ottimo risultato, Foreman non è contento del metodo utilizzato (teme di essere diventato insensibile come il suo capo) e comunica ad House che presto se ne andrà.
Il cane Hector tornerà alla seconda ex-moglie di Wilson (è riuscita a far accettare gli animali in condominio), anche se zoppo (come dice House incidenti che capitano) e abituato a prendere il Vicodin al volo; una sorta di House scodinzolante.
- Guest star: Dabier Snell (Matty), Jascha Washington (Nick), Adina Porter (Claudia), Thomas Mikal Ford (Scott), Greg Cipes (Salesman)
- Diagnosi finale: istoplasmosi
- Ascolti Italia: telespettatori 4.776.000 - share 19,52%[17]

## Dimissioni
- Titolo originale: Resignation
- Diretto da: Martha Mitchell
- Scritto da: Pamela Davis

### Trama
Una ragazza che pratica karate inizia a vomitare sangue durante un allenamento, senza aver ricevuto nessun colpo.
House non rimane scosso dalle dimissioni di Foreman, mentre i colleghi cercano di convincerlo a rimanere.
Il team inizia a sfornare diagnosi sulla paziente: Chase pensa ad un problema cardiaco (cuore iperdinamico) ed esegue, su ordine di House, un ecocardiogramma sotto stress alla donna.
Durante l'esame clinico, Chase indaga sulle motivazioni di Foreman per dimettersi e scopre che il collega, oltre a trovarlo antipatico, si vergogna del motivo della sua scelta.
La ragazza, intanto, ha la pelle d'oca anche senza aver freddo. Foreman esclude la causa neurologica: House concorda e ordina una biopsia polmonare per scoprire di che tipo d'infezione si tratta.
Wilson intanto sbadiglia spesso, e House è convinto che sia un sintomo (non causato dai neuroni specchio ma vasovagale): ordina quindi al farmacista 3 pillole da 10 mg di anfetamine da nascondere nel caffè dell'amico.
La ragazza soffre di diarrea, causata dalla cura finora somministrata, e dalla biopsia non emergono risultati: emerge un nuovo sintomo, ovvero un'improvvisa insufficienza respiratoria - un versamento pleurico trasudatizio con tracce di sangue nei polmoni.
House decide di raddoppiare la cura antibiotica e ordina un'arteriografia per analizzare meglio i polmoni.
Nell'ambulatorio, House si trova davanti un uomo con la sua fidanzata Honey (entrambi vegani, la donna è una nutrizionista) e si lamenta in quanto le feci del compagno galleggiano: il diagnosta, senza nemmeno visitarlo, deduce che la causa siano le fughe furtive che l'uomo fa (all'insaputa della compagna) per rimpinzarsi di hamburger (il galleggiamento è dato dal grasso contenuto nella carne).
Mentre l'uomo si lamenta della qualità delle cotolette di soia, House ci prova con la giovane fidanzata, girando abilmente le parole da lei stessa pronunciate e facendole combaciare al suo profilo; la ragazza ventiseienne consegnerà ad House una domanda d'assunzione (il geniale dottore la impiegherebbe al posto del neurologo Foreman).
L'arteriografia non evidenzia anomalie, e House pensa ad una carenza vitaminica; Chase ipotizza un deficit del fattore H del complemento (che comporta varie infezioni fino al decesso). Mentre Chase infila una siringa nell'occhio della paziente, House sminuzza in un mortaio le 3 pillole anfetaminiche (SPEED) e le scioglie nel caffè destinato a Wilson, con la scusa di sdebitarsi dei vari caffè che gli ha offerto l'amico oncologo.
Il team porta buone nuove: nessun deficit del fattore H, per cui Foreman decide per una risonanza cerebrale, mentre House rimane convinto della tesi dell'infezione batterica. Durante l'esame, Foreman indaga sul perché Cameron non sia curiosa delle sue dimissioni, ma la ragazza inizia ad urlare avvertendo un forte dolore alla testa: sul retro della nuca si intravede una parte del cervello con perdita di sangue (necrosi tissutale massiva). House pensa ad infezioni multiple alternate, mentre Cameron le esclude per la mancanza di pus; Chase propone una malattia autoimmune, subito scartata da House a causa del versamento pleurico trasudatizio precedente.
Chase somministra steroidi alla paziente e Cameron è vigile con il defibrillatore acceso in caso di arresto cardiaco.
Wilson subisce intanto gli effetti delle anfetamine; infuriato e fuori di sé, va a casa di House e viene curato con una pillola di Vicodin; House però scopre che Wilson fa uso di antidepressivi.
Il sonno di House viene interrotto da Cameron che si introduce a casa sua: Chase aveva torto, la ragazza ha un blocco renale (confermando l'ipotesi di House di un'infezione o del deficit di una proteina). Il cuore della paziente va in fibrillazione ventricolare e Foreman fa un discorso ad House, dove emergono gli attriti tra i due medici e in cui il neurologo confessa di non voler diventare una copia del suo capo: House parla alla ragazza e alla famiglia, annunciando la morte entro 2 giorni, a causa del deficit proteico (ma non riesce a completare le sue spiegazioni, viene interrotto prima).
House scopre poi che Wilson gli ha drogato il caffè con un antidepressivo ma il dialogo tra i due accende nel medico la scintilla per la risoluzione del caso. La sentenza è tanto incredibile quanto impietosa: la paziente, depressa, ha ingoiato del detergente da cucina in capsule per medicinali per suicidarsi. La cicatrizzazione intestinale ha reso comunicanti una vena con un'arteria, diffondendo ben presto i batteri in tutto l'organismo. Chirurgicamente si può eliminare il ponte tra vena e arteria, ma la parte più difficile sarà la psicoterapia a cui la ragazza dovrà sottoporsi per eliminare ulteriori istinti suicidi.
Cuddy fa un ultimo tentativo per evitare il licenziamento di Foreman, mentre House parla con la nutrizionista in un pub; dopo aver messo a nudo tutti i suoi difetti, si ritrova a bere un tè alla menta (che peraltro odia) e a scoprire che la ragazza ha ragione (se si droga, va a donne e salva vite umane perché è infelice?), rimanendo spiazzato.
- Guest star: Lyndsy Fonseca, Piper Perabo
- Diagnosi finale: sepsi causata da un tentato suicidio
- Ascolti Italia: telespettatori 6.139.000 - share 21,90%[18]

## Giovane arrogante
- Titolo originale: The Jerk
- Diretto da: Daniel Sackheim
- Scritto da: Leonard Dick

### Trama
Nate, un ragazzo molto arrogante e aggressivo (ben diciassette risse nell'ultimo anno), durante una partita a scacchi, diventa violento e si scaglia contro il suo avversario colpendolo ripetutamente con il timer di legno.
Il giovane, abbastanza sboccato e dal commento facile, suscita la simpatia di House per il semplice fatto che Chase lo odia.
Schermaglie a parte, vengono partorite varie teorie: Foreman ipotizza un tumore all'ipofisi, House propende per una cefalea a grappolo, mascherata dall'ibuprofene del pronto soccorso che avrebbe ridotto il gonfiore oculare; si parte quindi con una stimolazione magnetica transacranica e con gli anticoagulanti.
Studente del primo anno a Chase, gay a Foreman: Nate non elemosina giudizi a nessuno (Chase, pur di liberarsene, è disposto a pagare 50 dollari per non occuparsene), ma viene considerato intoccabile; la sua sfacciataggine compare come un sintomo neurologico.
Il ragazzo verrà curato da House con un fungo allucinogeno (psilocibina) per la cefalea, con possibile effetto collaterale di psicosi sotto forma di paranoia e arresto cardiaco; Cuddy acconsente, ma solo per una quantità di 10 mg e sotto stretta osservazione.
In un eccesso di esibizionismo, si scopre che il giovane soffre di ipogonadismo: la biopsia all'ipofisi non viene eseguita, in quanto il paziente sviene a causa del collasso del fegato (funziona solo al 20%).
House pensa che Nate non riesca a metabolizzare l'azoto, quindi lo sottopone al test dell'hamburger: deve semplicemente mangiare della carne.
Nel mentre, Cuddy propone a Foreman la direzione di un reparto autonomo con stipendio raddoppiato, ma il medico non accetta, sfiduciato. La direttrice mette poi sotto interrogatorio Wilson, perché pensa che sia stato lui a sabotare il colloquio di Foreman.
Il ragazzo rifiuta la dieta, ma Chase è molto determinato, tanto da minacciare la camicia di forza. Il fegato converte l'ammoniaca in urea (nessun'anomalia quindi): House ordina il digiuno, ma il giovane ha una crisi psicotica, mosso dalla fame; nonostante la sua continua strafottenza, inizia ad urinare sangue a causa dell'insufficienza renale.
Foreman, intanto, è impegnato nello scoprire chi sta sabotando i suoi colloqui di lavoro (una catena di Sant'Antonio che parte da Cuddy e si chiude con House): viene disdetto a sua insaputa un colloquio al New York Mercy.
Chase pensa ad una malattia genetica (sindrome di Kelley-Seegmiller), House somministra adrenalina a Nate e lo obbliga ad una partita a scacchi, al fine di metterlo sotto stress; il giovane mette House alle corde, ma ha una crisi convulsiva, che il geniale dottore cura con 4 mg di Lorazepam.
Mentre House si strugge per cercare una soluzione sulla scacchiera, la Kelley-Seegmiller viene scartata in seguito alla crisi convulsiva: Foreman avanza allora la tesi dell'amiloidosi, scartata da Chase in quanto non provoca alterazioni caratteriali.
Immunosoppressori, un donatore di midollo osseo e qualche biopsia diventano la nuova strategia per trovare la malattia; House inizia a considerare il carattere come originario e non alterato chimicamente (quindi non è più un sintomo), nonostante questo vada contro le idee di Foreman.
Durante uno scambio d'idee con Chase su come trattare con Foreman, House pensa a come Nate afferra gli scacchi: si rende infatti conto di una malformazione ossea del pollice, causata dal fatto che il suo organismo non metabolizza il ferro (emocromatosi).
Il genio degli scacchi dovrà inoltre sottoporsi, vita natural durante, alla dialisi per filtrare il sangue in modo corretto.
Il carattere scontroso ed arrogante (prima attribuito all'amiloidosi) invece è una caratteristica personale non influenzata da fattori chimici.
House perde tutta la simpatia per la giovane peste, dandogli apertamente dello stronzo quando scopre che, nella partita giocata per metterlo sotto stress, il ragazzo ha fatto credere al medico di non avere alternative e di dare forfait in quanto aveva già perso la sfida. La soluzione, in realtà, c'era eccome (House gli snocciola diverse alternative) e Nate si vanta del bluff per guadagnarsi la vittoria.
- Guest star: Nick Lane
- Diagnosi finale: emocromatosi
- Ascolti Italia: telespettatori 5.664.000 - share 22,26%[18]

## Errore umano
- Titolo originale: Human Error
- Diretto da: Katie Jacobs
- Scritto da: Thomas L. Moran e Lawrence Kaplow

### Trama
Una coppia di giovani sposi cubani viene tratta in salvo con molte difficoltà durante una tempesta in mare. Il marito, nonostante la sua caparbietà, perde la valigia contenente la cartella clinica della moglie malata e chiede insistentemente di vedere il dottor Gregory House (si scoprirà che il viaggio stesso in barca aveva l'unico scopo di raggiungere House).
Foreman crede che sia la donna che il marito siano affetti da sclerosi multipla e vorrebbe metterli sotto interferone, ma Chase è contrario al fatto che entrambi abbiano la stessa malattia; tuttavia, House non si oppone e Foreman può iniziare la cura, suscitando l'indignazione di Chase, cura che però non darà gli effetti sperati. La donna accusa un danno alle ossa, House ordina una PET perché pensa che sia il cancro la causa, e licenzia Chase, adducendo la scusa del cambiamento. Foreman, Allison Cameron, Lisa Cuddy e James Wilson si schierano con Chase, che viene richiamato per eseguire la PET, la quale rivelerà una trombosi al braccio.
Per avere altre informazioni, Foreman fa un'angiografia e nel frattempo lascia per ripicca il numero di casa privato di House al marito, le cui assillanti telefonate fanno tornare il diagnosta in ospedale, dove potrà assistere a qualcosa di veramente curioso: la donna va in tachicardia ventricolare, ma nonostante non si senta più il battito, continua a parlare normalmente.
Cuddy, in seguito, impone ad House di effettuare un bypass, nonostante quest'ultimo ritenga che ciò possa far arrivare la trombosi al cervello. Il geniale dottore assiste personalmente all'intervento, esaminando accuratamente il cuore e tentando di farlo ripartire senza bypass, ma senza riuscirvi.
Successivamente, Cuddy obbliga House ad ammettere la sua sconfitta e a dire al marito che non sa cosa fare. Il medico compie il suo dovere, e il marito accetta la dura decisione di staccare la spina. Ma una volta fermati i macchinari il marito grida al miracolo: il cuore della moglie ha ripreso a battere. House riaccende le macchine che sembrano indicare che tutto va bene. Ovviamente House non crede al miracolo e si sforza per trovare una risposta: esegue egli stesso l'esame angiografico, rivelando un terzo ostio che non dovrebbe esserci ed è la causa scatenante di trombosi e infiammazioni. Con un piccolo intervento tutto verrà risolto.
Nel finale, Cameron va da Chase per recuperare la loro storia d'amore, e dopo rassegna le sue dimissioni. Anche Foreman, dopo uno scontro verbale, lascia House, dicendogli che a lui interessa solo salvare vite umane ritenendo che House, al contrario, è animato solo dal desiderio di intuire le giuste diagnosi mediche per alimentare il proprio ego. House ammette che vorrebbe che restasse al suo fianco ma Foreman è irremovibile, a quel punto House accusa Foreman di essere ancora più arrogante e spregevole di lui. House rimane così senza più una squadra. Dividendo un paio di sigari e un drink col marito della paziente convalescente, House rivela che malgrado sia rimasto da solo, non si sente affatto turbato, anzi sta bene così.
- Guest star: Mercedes Renard, Omar Avila, Stephen Markle
- Diagnosi finale: cardiopatia congenita (presenza di un terzo ostio nel cuore)
- Ascolti Italia: telespettatori 6.760.000 - share 24,05%[19]